# Jazz Workshop ensemble
Cet article court présente un sujet plus développé dans : The Dave Brubeck Quartet.
Jazz Workshop ensemble est le nom du groupe de jazz de Dave Brubeck (né en 1920) qu'il fonda alors qu'il était étudiant. Ce groupe fut renommé dès 1949 en Dave Brubeck Octet, puis devint en 1951 The Dave Brubeck Quartet.